# Tortue de Kemp
Espèce
Synonymes
- Thalassochelys kempii Garman, 1880

Statut de conservation UICN

 CR A1ab : 
En danger critique
Statut CITES
Lepidochelys kempii est une espèce de tortue de la famille des Cheloniidae. En français elle est appelée Tortue de Kemp, Ridley de Kemp ou Tortue bâtarde.
L'espèce est fortement menacée de disparition.

## Distribution et lieux de ponte

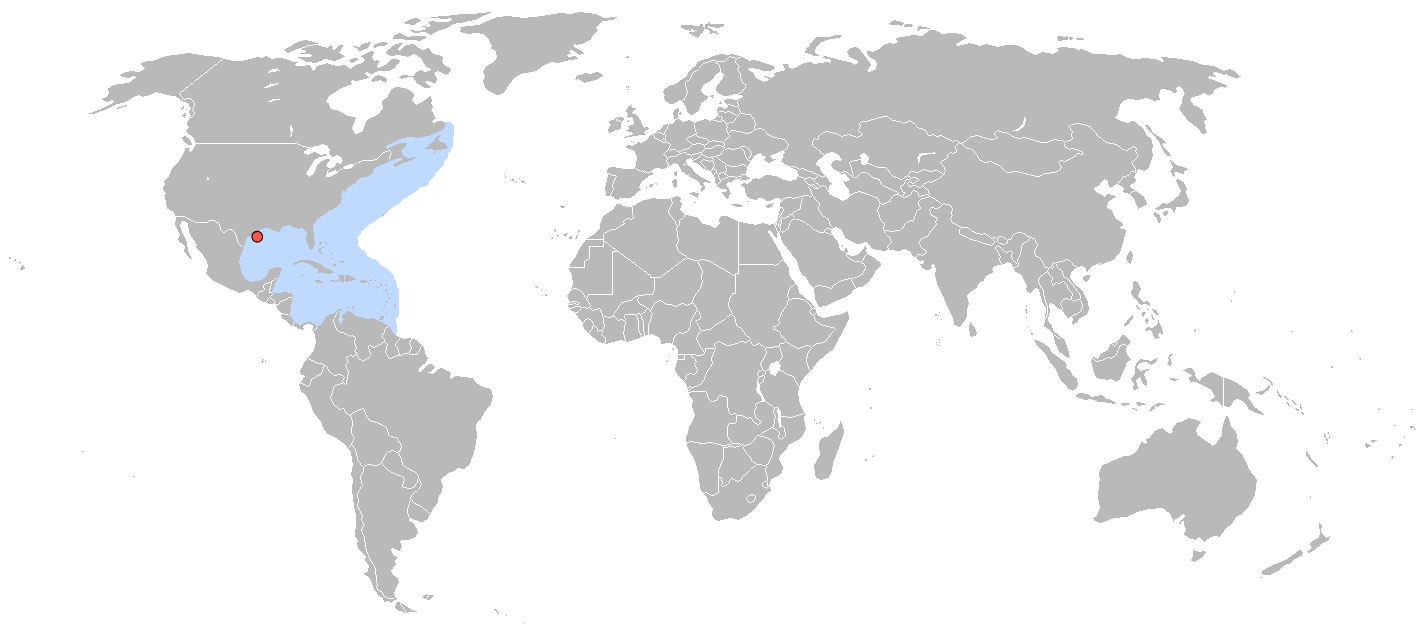
Répartition des lieux de pontes de la tortue de Kemp
Point jaune : lieux de ponte secondaires
Point rouge : lieux de ponte principaux

On rencontre cette tortue dans l'Océan Atlantique de la Nouvelle-Écosse au Mexique et jusqu'en Europe, et bien sûr, sur le site principal de nidification à Rancho Nuevo dans la municipalité d'Aldama au Tamaulipas mais parfois aussi sur Padre Island au Texas,. L'autre espèce du genre Lepidochelys : Lepidochelys olivacea vit dans les régions tropicales et subtropicales de tous les océans du globe.
On estimait en 1947 à 47 000 le nombre de femelles reproductrices qui venaient pondre. Ce chiffre a plongé à quelques centaines dans les années 1970 puis, grâce aux efforts de protection, a remonté aux alentours de 1 000 femelles.

## Description
La tortue de Kemp et la tortue olivâtre sont les plus petites espèces de tortue marine, et mesurent entre 58 et 70 cm. Les Lepidochelys pèsent de 36 à 45 kg. La tortue de Kemp est reconnaissable à sa dossière vert-grise. elle se différencie de la tortue olivâtre par une carapace moins bombée. Son bec corné qui peut être finement denticulé.

## Alimentation
Adulte, elle consomme des crustacés, dont elle brise la carapace avec son bec puissant mais aussi des poissons, des céphalopodes, des coquillages. Aucune étude ne montre qu'elles mangent des végétaux marins.

## Reproduction
L'âge de maturation sexuelle est discuté, certains annoncent une dizaine d'années, d'autres 35 ans. Fait unique parmi les tortues marines, il semblerait que les mâles ne migrent pas.
La saison de reproduction a lieu entre avril à juin, mais peut se continuer jusqu'en août. Elle niche presque exclusivement dans le golfe du Mexique, principalement dans l'État du Tamaulipas. Elle attend pour pondre qu'un vent fort souffle du nord et accoste préférentiellement les plages surplombées de dunes et bordées en aval d'un marais. Les Lepidochelys sont les seules espèces de tortue marine à préférer pondre de jour.
Les femelles nichent environ trois fois par saison tous les 10 à 28 jours. L'incubation, en fonction de la température, peut prendre 45 à 70 jours. Elle pond en moyenne 110 œufs par accostage.
Comme pour les autres tortues, le sexe des embryons est déterminé par la température à une certaine période de maturation : les petits seront mâles pour une température inférieure à 29,5 °C.

## Étymologie
Cette espèce est nommée en l'honneur de Richard Moore Kemp (1825-1908).

## Systématique
Cette tortue s'appelle tortue de Kemp en l'honneur de Richard M. Kemp, le citoyen de Key West en Floride qui a fait parvenir un spécimen à Samuel Garman de Harvard pour qu'il l'identifie.
Les deux espèces de Lepidochelys partagent le nom vernaculaire de « tortue bâtarde ».
Les principaux groupes évolutifs relatifs sont décrits ci-dessous par philogénie selon Hirayama, 1997, 1998, Lapparent de Broin, 2000, and Parham, 2005 :
```
--o 
Chelonioidea
 Bauer, 1893
|--o
| |--o †
Toxochelyidae

| `--o 
Cheloniidae

| |--o Carettini
| | `-- 
Caretta
 Rafinesque, 1814
| |--o 
Natator
 McCulloch, 1908
|   `--o Chelonini
|    |--o 
Eretmochelys
 Fitzinger, 1843
|      `--o
|       |--o 
Lepidochelys
 Fitzinger, 1843
|       | |--o 
Lepidochelys kempii
 (Garman, 1880)
|       | `--o 
Lepidochelys olivacea
 (Eschscholtz, 1829)
|         `--o 
Chelonia
 Brongniart, 1800
  `--o 
Dermochelyidae
```

## La tortue de Kemp et l'Homme
Comme toutes les tortues marines, elle est principalement menacée par les activités humaines et la chasse qu'elle subit. La pêche au chalut étant particulièrement mortelle. Malgré la protection aussi bien sur les plages que la limitation des captures accidentelles par les chalutiers grâce au dispositif d’exclusion des tortues, la population n'augmente que très lentement. On pense que cela est également dû à la pollution du Golfe du Mexique autour de l'embouchure du Mississippi et de l'Alabama qui limite le développement des juvéniles.

## Protection

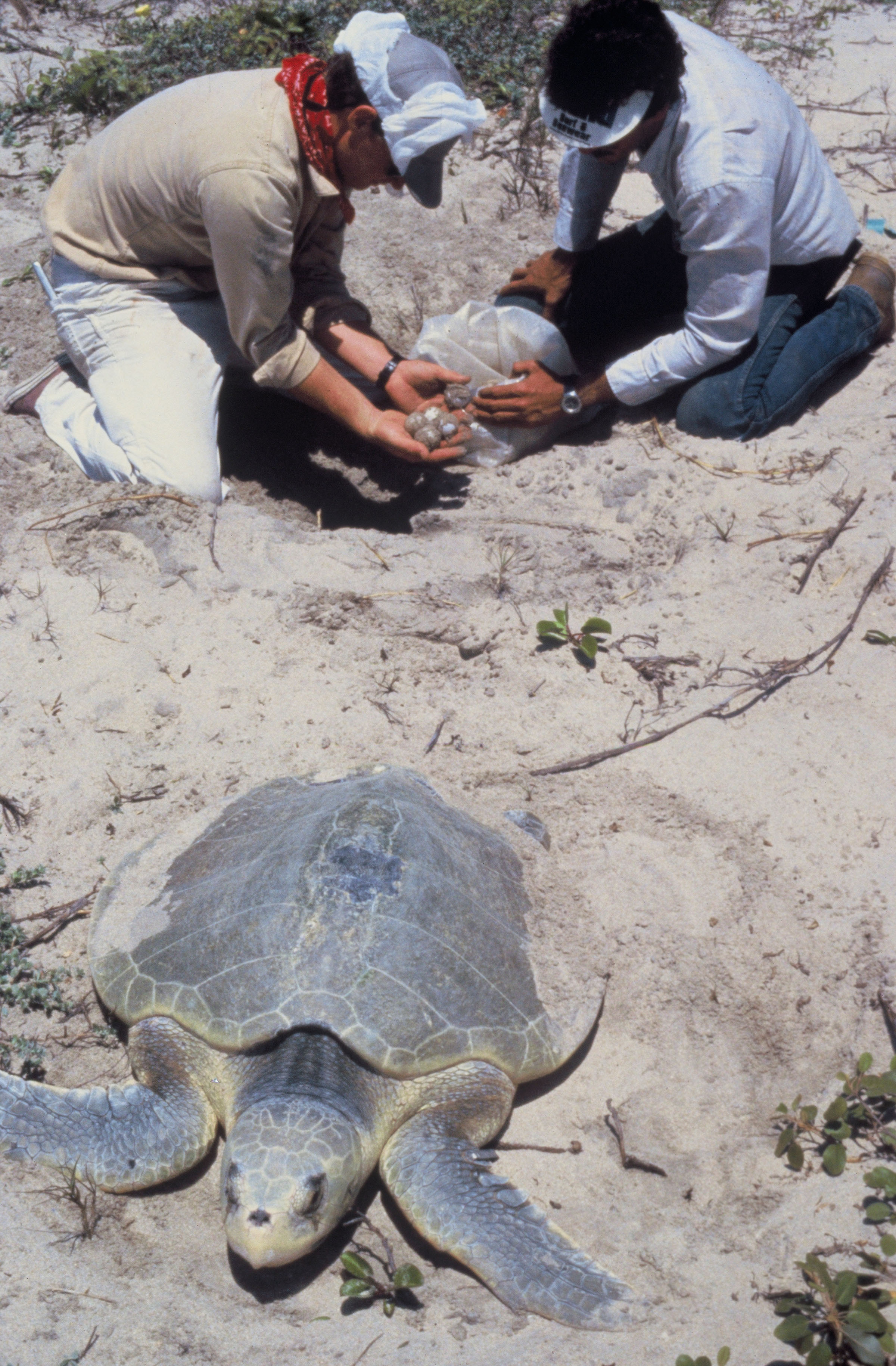

Elle est protégée au Mexique depuis les années 1960 et signalée par l'UICN comme en danger depuis décembre 1970.
Elle est inscrite sur la liste rouge comme espèce en danger critique d'extinction.
Au Guatemala où il n’est pas interdit d’en récolter les œufs durant la période de ponte, l’association Arcas mène aussi sur le terrain un projet de protection de l’espèce grâce à l’action d’écovolontaires.
Au Costa Rica, le refuge national de Playa Hermosa, à 5 km de Jacó vise à protéger la nidification de la tortue de Kemp.

## Publication originale
- Garman, 1880 : On certain species of Chelonioidae. Bulletin Museum of Comparative. Zoology, vol. 6, n. 6, p. 123-126 (texte intégral).